# المدرسة الصينية الدولية

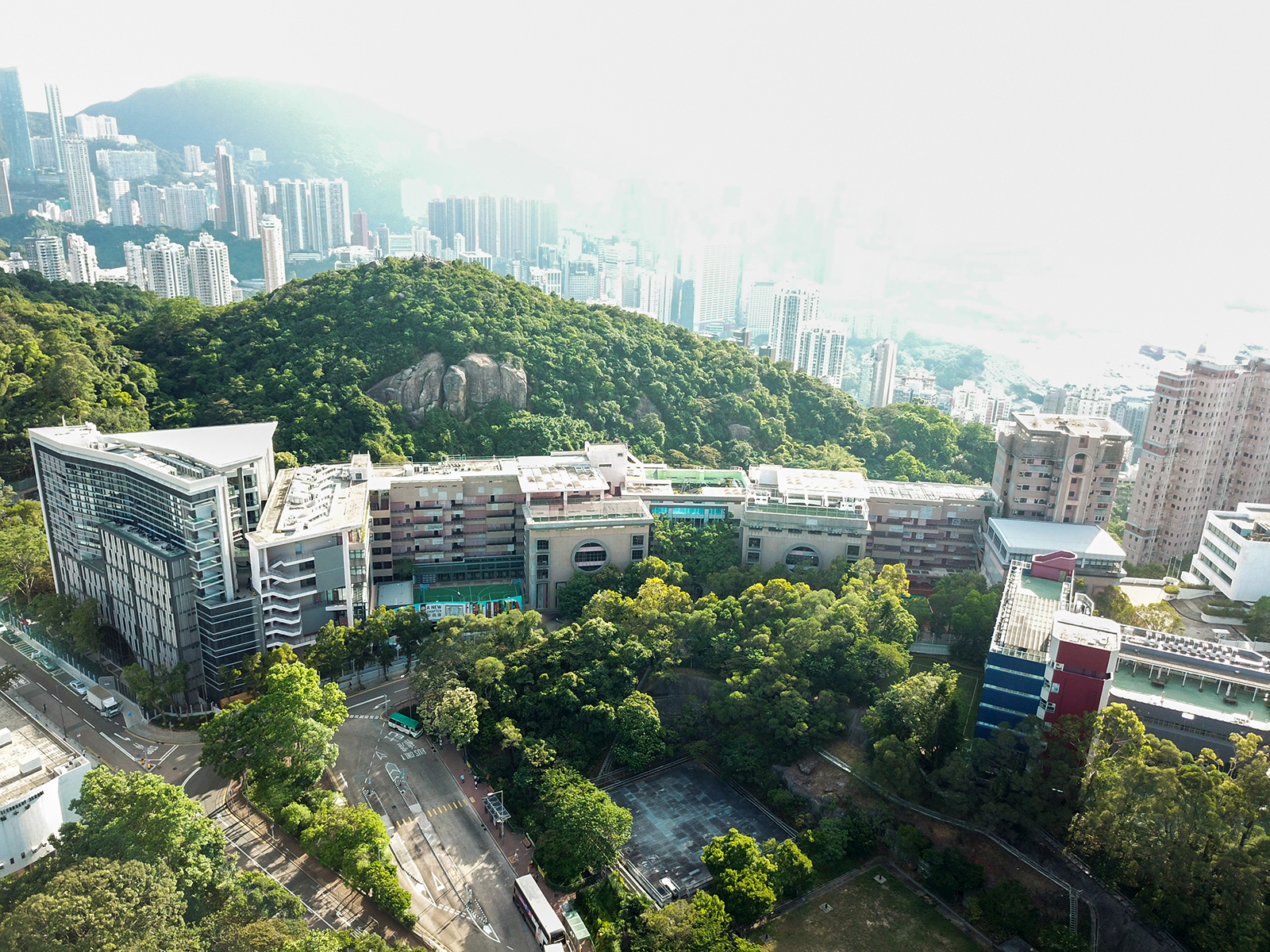
المدرسة الصينية الدولية – 2018

المدرسة الصينية الدولية (Chinese International School - CIS) هي مدرسة دولية خاصة تقع في هونغ كونغ، الصين.. تُعد واحدة من أرقى المؤسسات التعليمية في المنطقة، حيث تقدم تعليمًا ثنائي اللغة باللغتين الإنجليزية والماندرين الصينية، مما يميزها عن العديد من المدارس الدولية الأخرى في آسيا. تأسست المدرسة عام 1983 وتوفر برنامجًا أكاديميًا متكاملًا من مرحلة الروضة حتى الصف 12، مع التركيز على تطوير الكفاءات اللغوية، والتفكير النقدي، والتعلم متعدد الثقافات.

### التاريخ والتأسيس
تأسست المدرسة الصينية الدولية في عام 1983 على يد مجموعة من التربويين وأولياء الأمور الذين أرادوا إنشاء بيئة تعليمية فريدة تجمع بين التقاليد الصينية والنظام التعليمي الغربي. منذ إنشائها، سعت المدرسة إلى توفير منهج دراسي دولي عالي المستوى يجمع بين اللغتين الإنجليزية والصينية، مما عزز مكانتها كإحدى المدارس الرائدة في هونغ كونغ وآسيا.

## الروابط الخارجية
- cis